# Josef Strauß (Fußballspieler)
Josef „Peps“ Strauß, auch „Pepi“ oder „Peppi“ Strauß (* 21. September 1928; † 13. September 2012) war ein deutscher Fußballtorwart. Von 1948 bis 1960 kam er zu 222 Einsätzen in der Fußball-Oberliga, 118 für den TSV 1860 München und 104 für die Stuttgarter Kickers.

## TSV 1860 München
Am 31. Oktober 1948 spielte Strauß zum ersten Mal für den TSV 1860 München im Erwachsenenfußball. Ausgerechnet zum Derby gegen den FC Bayern löste er Hans-Helmuth Sembritzki, den bisherigen Stammtorhüter der Löwen ab. Er blieb nach dieser 0:2-Niederlage im Tor des TSV 1860 und gehörte in den folgenden Jahren zum festen Bestandteil der Mannschaft, auch wenn er dabei nie unbestritten erster Torwart war.
Bis zum Ende seiner ersten Spielzeit wurde Strauß noch neunmal in der Oberliga eingesetzt. 1949/50 kam er am sechsten Spieltag zu seinem ersten Einsatz, davor hatten Werner Kisker und Hans Holzmüller das Tor der Löwen gehütet. Im Anschluss bestritt er bis Saisonende jedes Punktspiel. In der Saison 1950/51 war Strauß die unangefochtene Nummer 1 der Sechzger, er wurde in allen 34 Spielen eingesetzt. 1951/52 spielte er 25 Mal, im November und Dezember wurde er durch Otto Regler ersetzt. Auch die Spielzeit 1952/53 begann er als Stammtorhüter. Nach einer 1:6-Niederlage gegen die Stuttgarter Kickers am vierten Spieltag wurde Helmut Hammerl in den folgenden Spielen als Torwart aufgestellt. Am elften Spieltag – der TSV 1860 stand mittlerweile auf Abstiegsplatz 15 – hütete wieder Strauß das Tor. Er blieb bis Saisonende der erste Torhüter, konnte allerdings nicht verhindern, dass die Mannschaft 1953 zum ersten Mal aus der Oberliga abstieg. Er blieb in München und trat 1953/54 mit 1860 in der II. Division an. 28 Mal hütete er das Tor der Sechzger, im September stand einmal Rudolf Forster im Tor, von Januar bis März fünfmal Helmut Hammerl.
Neben den 118 Erst- und 28 Zweitligaspielen kam er auch jeweils einmal im Süddeutschen Pokal und BFV-Pokal zum Einsatz. Insgesamt bestritt er für die Münchner Löwen 148 Spiele. Damit ist er in der Fußballgeschichte des TSV 1860 seit 1945 der Torwart mit den siebtmeisten Einsätzen.

## Stuttgarter Kickers
Zur Saison 1954/55 schloss er sich den Stuttgarter Kickers an, die in der Oberliga Süd spielten. Am 14. Spieltag löste er dort Gerhard Bechtold ab, der seit 1948 im Aufgebot der Kickers stand. Bei seinem Vereinsdebüt verlor er 4:1 beim VfR Mannheim, Strauß blieb danach aber die Nummer 1. in den beiden folgenden Spielzeiten 1955/56 und 1956/57 blieb er erster Torhüter, nur in sieben Spielen wurde Bechthold eingesetzt, der im Sommer 1957 den umgekehrten Weg Strauß’ ging und sich dem TSV 1860 München anschloss. In der Spielzeit 1958/59 bestritt er alle 29 Spiele für die Kickers – das erste Saisonspiel wurde aufgrund einer Spielsperre nicht ausgetragen und gegen die Kickers gewertet. Am Ende der Spielzeit stieg Strauß zum zweiten Mal in die II. Division ab. In der Saison 1958/59 kam er nicht zum Einsatz, Manfred Eglin war in allen Spielen als Torhüter der Kickers aufgestellt, die den sofortigen Wiederaufstieg in die höchste Spielklasse schafften. 1959/60 blieb Strauß Ersatztorwart, kam aber am Saisonende zu seinen letzten fünf Oberligaeinsätzen, der letzte war zum Saisonabschluss beim 1. FC Nürnberg, als der erneute Abstieg schon feststand. Die Zweitligaspielzeit 1960/61 war seine letzte für die Stuttgarter Kickers, er spielte 24 Mal, Eglin zehnmal.
Insgesamt wurde er bei den Kickers in 104 Oberliga- und 24 Zweitligaspielen eingesetzt. Dazu kam noch mindestens ein Einsatz im Süddeutschen Pokal.

## Nach der Oberligalaufbahn
Nachdem er die Kickers verlassen hatte, blieb er in Baden-Württemberg. 1960/61 gehörte er zum Aufgebot des SV Germania Bietigheim, danach beschloss er seine aktive Karriere. Als Trainer betreute er anschließend unter anderem den FV Zuffenhausen und den VfL Schorndorf. In der Spielzeit 1964/65 war er Trainer beim damals viertklassigen VfR Aalen. Von 1969 bis 1972 hatte er das Traineramt beim 1. FC Eislingen inne. Nach einem schweren Verkehrsunfall beendete er sein Trainerengagement. Später leitete er ein Tenniszentrum in Köngen.